# Sibogaster digitatus
Sibogaster digitatus is een zeester uit de familie Goniasteridae.
De wetenschappelijke naam van de soort werd in 1924 gepubliceerd door Ludwig Döderlein.